# Мнемотехника (рассказ)
«Мнемотехника» (англ. Mnemonics) — рассказ Курта Воннегута, часть сборника «Табакерка из Багомбо».

## Сюжет
Альфред Мурхед проходит курсы по мнемотехнике, на которых его учат запоминать что-нибудь с помощью представления ярких образов. После этого он получает повышение по службе, и единственная проблема, которую он никак не может решить — начать ухаживать за секретаршей Эллен, так как улучшение памяти не помогает подступиться к ней.
Альфреду звонит его начальник с важным поручением, и предлагает записывать то, что он будет говорить, даже учитывая прекрасную память. У Альфреда не находится, чем писать, но он врёт, что записывает. Мистер Триллер надиктовывает ему длинный и сложный список, невыполнение которого грозит увольнением. После разговора Альфред кидается записывать необходимое, представляя у себя в голове череду прекрасных девушек, напоминающих о том или ином пункте. Но на последнем пункте он представляет себе Эллен и забывает, что необходимо записать, вместо этого обнимает её вживую и шепчет что-то фривольное. Когда он осознаёт, что это реальность, то тушуется. Сама Эллен радуется, что о ней «всё-таки вспомнили».

## Герои рассказа
- Инструктор по мнемотехнике
- Альфред Мурхед, офисный работник
- Эллен, красавица-секретарша
- Известные актрисы и модели, которых представляет Альфред
- Ральф Л. Триллер, начальник Альфреда